# Outamojärvi
Outamojärvi är en avskild del av Lojo sjö. Den ligger i Lojo kommun i landskapet Nyland. Arean är omkring 1,6 kvadratkilometer. I sjön finns ön Naski.